# Stazione di Ishikoshi
La stazione di Ishikoshi (石越駅?, Ishikoshi-eki) è una stazione ferroviaria situata nella città di Tome, nella prefettura di Miyagi, ed è servita dalla linea principale Tōhoku della JR East. Fino al 2007 era anche capolinea della ferrovia Kurihara Den'en, da allora sostituita da autocorse per la bassa affluenza passeggeri.

## Linee ferroviarie
East Japan Railway Company
■ Linea principale Tōhoku

## Struttura
La fermata è costituita da un marciapiede laterale e uno a isola collegati da sovrappassaggio con tre binari passanti. È disponibile una biglietteria a sportello, aperta dalle 7:00 alle 18:10, e i servizi igienici. Il binario 2 è utilizzato promiscuamente per entrambe le direzioni
| 1-2 | ■ Linea principale Tōhoku | per Semine, Kogota e Sendai |
| 2-3 | ■ Linea principale Tōhoku | per Hanaizumi e Ichinoseki  |

## Stazioni adiacenti
| «                       | Servizio                | »                       |
| Linea principale Tōhoku | Linea principale Tōhoku | Linea principale Tōhoku |
| ----------------------- | ----------------------- | ----------------------- |
| Nitta                   | Locale                  | Yushima                 |